# 20世紀 (お笑いコンビ)
20世紀（にじゅっせいき）は、吉本興業（大阪本部）所属のお笑いコンビ。2013年結成。NSC大阪校35期生。

## メンバー
しげ（1994年1月31日 - ）（31歳）
ツッコミ担当。
本名および旧芸名：重本 卓也（しげもと たくや）
山口県美祢市出身。山口県立厚狭高等学校卒業。
身長173cm、体重100kg。血液型はA型。
趣味はアニメ（300〜400タイトル鑑賞）、漫画（特にあだち充）、 ゲーム（テイルズ、ポケモン）、柄シャツ。特技は世界一長いギャグ、顔の感情表現（怒られた時の顔など）、綺麗なテニスのテイクバック。
トリオ時代は大ボケ担当だったがロックンロールブラザーズとして活動する際、どちらがツッコミを担当するかという問題が発生。木本は根っからのボケ気質で全くツッコミができなかったため、大ボケからツッコミへ担当が変わる運びになった。
大熊猫時代の芸名は「重本フェスティバル」。コンビに戻った後はすぐ本名へ戻した。

木本 悠斗（きもと ゆうと、1994年1月5日 - ）（31歳）
ボケ担当。
山口県山陽小野田市出身。山口県立小野田高等学校卒業。
身長176cm、体重70kg。血液型はO型。
趣味は読書、麻雀、ポケモン。特技は遠投。
爬虫類が好きで、カエルを飼っている。
『メダロット』や『20世紀少年』が好き。コンビ名の由来にもなった。
トリオ時代は小ボケ担当だった。
大熊猫時代の芸名は「木本ユートピア」。コンビに戻った後はすぐ本名へ戻した。
親が教師。

## 来歴
2人は地元の同級生で共にコントが大好きであり、高校を卒業したしげが高校の友達の友達だった木本ともう1人中学の同級生を誘い、コント師に憧れて山口から上阪した。
やがてNSC大阪校へ35期生として入学、トリオ「爆烈ローリン」を結成し3ヶ月ほどで解散。そして重本・木本でボケのみのコンビ「ガンキン（メダロットのボス、ガンキングが由来）」を結成し、1ヶ月後にはツッコミが欲しいということで同期の高塚クロコダイルを入れ、トリオ「大熊猫」となる。また1ヶ月後に大熊猫は解散、ガンキンを再結成しNSCを卒業後、大熊猫を再結成して1年ほど活動するも再び解散。芸歴2年となる前にガンキンへ戻った直後、「ロックンロールブラザーズ」に改名した。
2019年末、心機一転ロックンロールブラザーズからの改名を思い立ち、ライブにてなにわスワンキーズ（2023年解散）やビスケットブラザーズなどの先輩やラニーノーズといった同期から様々な案が出される中、辻皓平（ニッポンの社長）が木本の20世紀少年を好きなことに擬えて「20世紀」を考案し、最終的に「20世紀」を新たなコンビ名に採用した。

## 芸風
コントと漫才両方を演じる。漫才はコント漫才で、ファンタジーな世界観のものが多い。木本が何かの役に入りボケ続け、しげが大声で激しくツッコむスタイル。ロックンロールブラザーズ時代はコント師だと自負するほどコントに重きを置いていたが、改名後は漫才にも力を入れており、M-1グランプリ2023では準決勝に進出している。

## 賞レース成績

### M-1グランプリ
| 年（回）         | 結果         | エントリー No. | 会場               | 日程     | 備考           | 備考                             |
| ---------------- | ------------ | -------------- | ------------------ | -------- | -------------- | -------------------------------- |
| 2015年（第11回） | 3回戦進出    | 1093           | よしもと祇園花月   | 10月28日 |                | 「ロックンロールブラザーズ」時代 |
| 2016年（第12回） | 2回戦進出    | 2591           | 大丸心斎橋劇場     | 10月3日  |                | 「ロックンロールブラザーズ」時代 |
| 2017年（第13回） | 2回戦進出    | 3473           | 大丸心斎橋劇場     | 10月11日 |                | 「ロックンロールブラザーズ」時代 |
| 2018年（第14回） | 3回戦進出    | 2415           | よしもと漫才劇場   | 10月23日 |                | 「ロックンロールブラザーズ」時代 |
| 2019年（第15回） | 3回戦進出    | 3417           | よしもと漫才劇場   | 10月30日 |                | 「ロックンロールブラザーズ」時代 |
| 2020年（第16回） | 準々決勝進出 | 2534           | なんばグランド花月 | 11月16日 |                | 「20世紀」改名後                 |
| 2021年（第17回） | 3回戦進出    | 3138           | よしもと漫才劇場   | 10月26日 |                | 「20世紀」改名後                 |
| 2022年（第18回） | 3回戦進出    | 5793           | よしもと漫才劇場   | 10月25日 |                | 「20世紀」改名後                 |
| 2023年（第19回） | 準決勝進出   | 4648           | NEW PIER HALL      | 12月7日  | 敗者復活戦進出 | 「20世紀」改名後                 |
| 2024年（第20回） | 準々決勝進出 | 6222           | なんばグランド花月 | 11月20日 |                | 「20世紀」改名後                 |

### キングオブコント
| 年（回）         | 結果         |
| ---------------- | ------------ |
| 2019年（第12回） | 準々決勝進出 |
| 2020年（第13回） | 準々決勝進出 |
| 2021年（第14回） | 準決勝進出   |
| 2022年（第15回） | 準々決勝進出 |
| 2023年（第16回） | 準々決勝進出 |
| 2024年（第17回） | 準々決勝進出 |

### その他
- 第11回ytv漫才新人賞 ROUND1 第3位・ROUND3 第2位

## 出演
- ワラチャン! U-20お笑い日本一決定戦（日本テレビ）『ガンキン』時代に決勝進出
- がっちゃんこ（ABCラジオ、2025年4月4日 - ） - 金曜パーソナリティ